# Iavnana

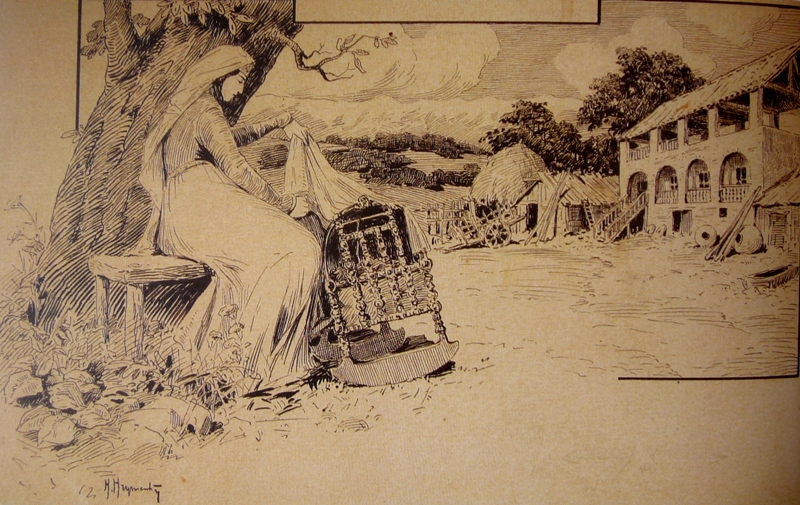
Georgische Frau ein Iavnana singend, von Henryk Hryniewski.

Iavnana (georgisch იავნანა) ist ein Genre des georgischen Volksliedes, das zwar traditionell als Wiegen-/Schlaflied gedacht war, aber historisch auch Heil-Lieder für kranke Kinder umfasst. Einige der Iavnana-Texte besitzen auch didaktischen oder heroischen Charakter.
Der Name des Genres kommt von seinem Refrain „iavnana“ (oder „iavnaninao“, „nana“ „naninao“ etc.), die die Vokabel „nana“ (georgisch ნანა) enthält, die sich angeblich aus dem Namen einer heidnischen Muttergöttin ableitet. Einige seiner Varianten, zum Beispiel „iavnana vardo nana“, kombinieren die Namen der Blumen „Veilchen“ (ია: ia) und „Rose“ (georgisch ვარდი: vardi), die häufig in der georgische Folklore und der klassischen Literatur auftauchen. Sie besitzen dann oft männlichen bzw. weiblichen Symbolcharakter.
Über sechzig Versionen von Iavnanas wurden bisher aufgezeichnet. Die meisten dieser Schlaflieder werden dem Kind direkt vorgesungen und sind im heutigen (2016) Georgien weitgehend erhalten. Viele der Iavnana-Varianten werden jedoch als Heilungslieder durchgeführt und zwar in Gegenwart des kranken Kindes, aber adressiert an die „Herren“ (georgisch ბატონები: batonebi) oder „Engel“ (georgisch ანგელოზები: angelozebi), Geister, von denen man glaubte, dass sie den Patienten, der an Pocken, Masern, Scharlach oder andere Infektionskrankheiten litt, in Besitz genommen hätten.
Die Iavnana-Motive wurden durch mehrere georgische Dichter wie Ilia Chavchavadze, Akaki Zereteli und Galaktion Tabidze in ihrer Dichtung aufgegriffen.